# Croscore
Die Chrome OS core fonts, die auch unter dem Namen Croscore fonts bekannt sind, sind eine Sammlung von TrueType-Schriftarten: Arimo (Sans-serif), Tinos (Serif) und Cousine (Monospace). Alle Schriftarten sind kompatibel mit Monotype Corporation Arial, Times New Roman und Courier New, die durch ihre Verfügbarkeit in Microsoft Windows die am meisten verwendeten Schriftarten sind.
Google lizenziert diese Schriftarten seit 2013 unter der Apache License 2.0 von der Ascender Corporation.
Die Schriftarten wurden ursprünglich von Steve Matteson als Ascender Sans und Ascender Serif entwickelt. Sie sind auch die Basis für die Liberation-Schriftfamilie, die von Red Hat unter einer anderen Open-Source-Lizenz lizenziert wurden. Seit Juli 2012 wird die Version 2.0 der Liberation Fonts, die auf den Croscore-Fonts basiert, unter der SIL Open Font License veröffentlicht.

## Crosextra fonts
2013 veröffentlichte Google zusätzlich das Crosextra-Paket (Chrome OS Extra), das die Schriftarten Carlito (die Microsofts Calibri entspricht) und Caladea (die Cambria entspricht) enthält.